# Меквабишвили, Анзор
Анзо́р Меквабишви́ли (груз. ანზორ მექვაბიშვილი; род. 5 июня 2001, Тбилиси) — грузинский футболист, полузащитник клуба «Университатя» и сборной Грузии. Участник чемпионата Европы 2024.

## Клубная карьера
25 июня 2020 года Меквабишвили дебютировал за основную команду «Динамо» в матче чемпионата Грузии против клуба «Сабуртало».
В январе 2024 года футболист перешёл в румынский клуб «Университатя». Дебютировал за клуб 28 января 2024 года в матче против клуба ФКСБ, выйдя на замену в начале второго тайма.

## Карьера в сборной
17 ноября 2022 года Меквабишвили дебютировал за сборную Грузии в товарищеском матче против сборной Марокко.

## Достижения
«Динамо» Тбилиси
- Чемпион Грузии (2): 2020, 2022
- Обладатель Суперкубка Грузии (2): 2021, 2023